# Lamellenhelm

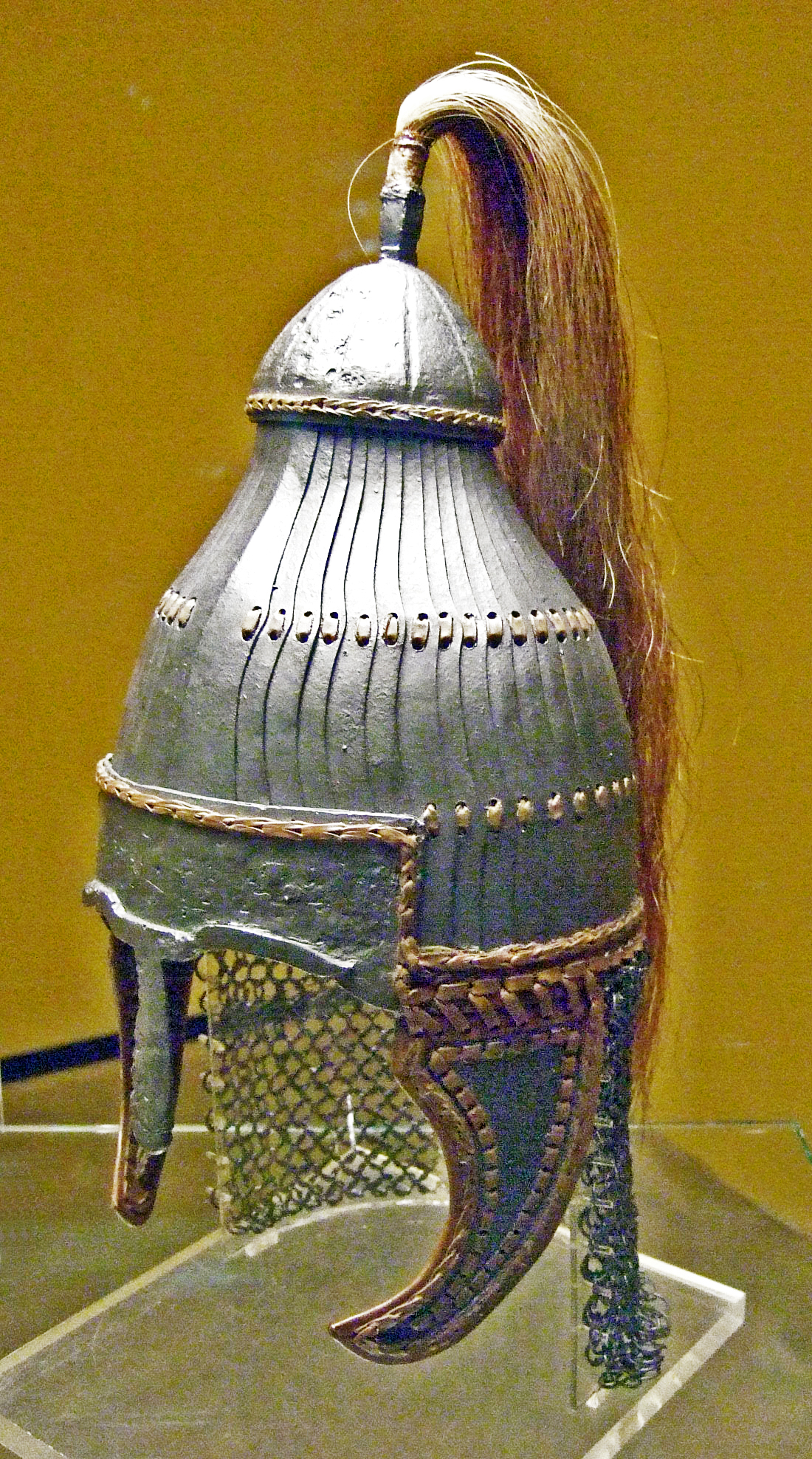
Rekonstruktion des Lamellenhelms aus Niederstotzingen

Der Lamellenhelm war ein Helmtypus Asiens und des Frühmittelalters in Europa.

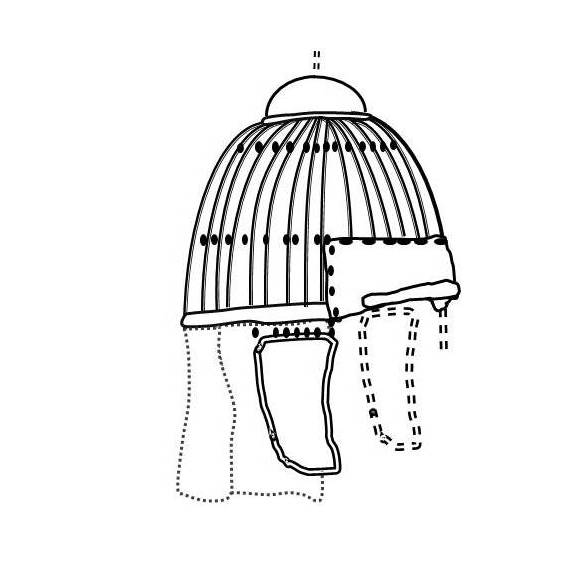
Rekonstruktion des Lamellenhelms Kertsch II

Seine Kalotte besteht aus einer Vielzahl überlappend vernähter einzelner Lamellen, wie sie in ähnlicher Form auch beim Lamellenpanzer vorkommen. Dazu kommen typischerweise Wangenklappen, eine Stirnplatte mit Nasal und ein eisernes Kettengeflecht als Nackenschutz.
Der Lamellenhelm erscheint neben anderen frühmittelalterlichen Helmtypen wie Spangenhelmen und Vendelhelmen gegen Ende des 6. Jahrhunderts in Europa. Jahrhunderte vorher gehörte dieser Helmtyp bereits zur Ausrüstung asiatischer Reiterkrieger. Nach Mitteleuropa gelangte er mit den Awaren. Kurz darauf wurde er vor allem von den Langobarden, aber auch von anderen germanischen Völkern übernommen.

## Funde

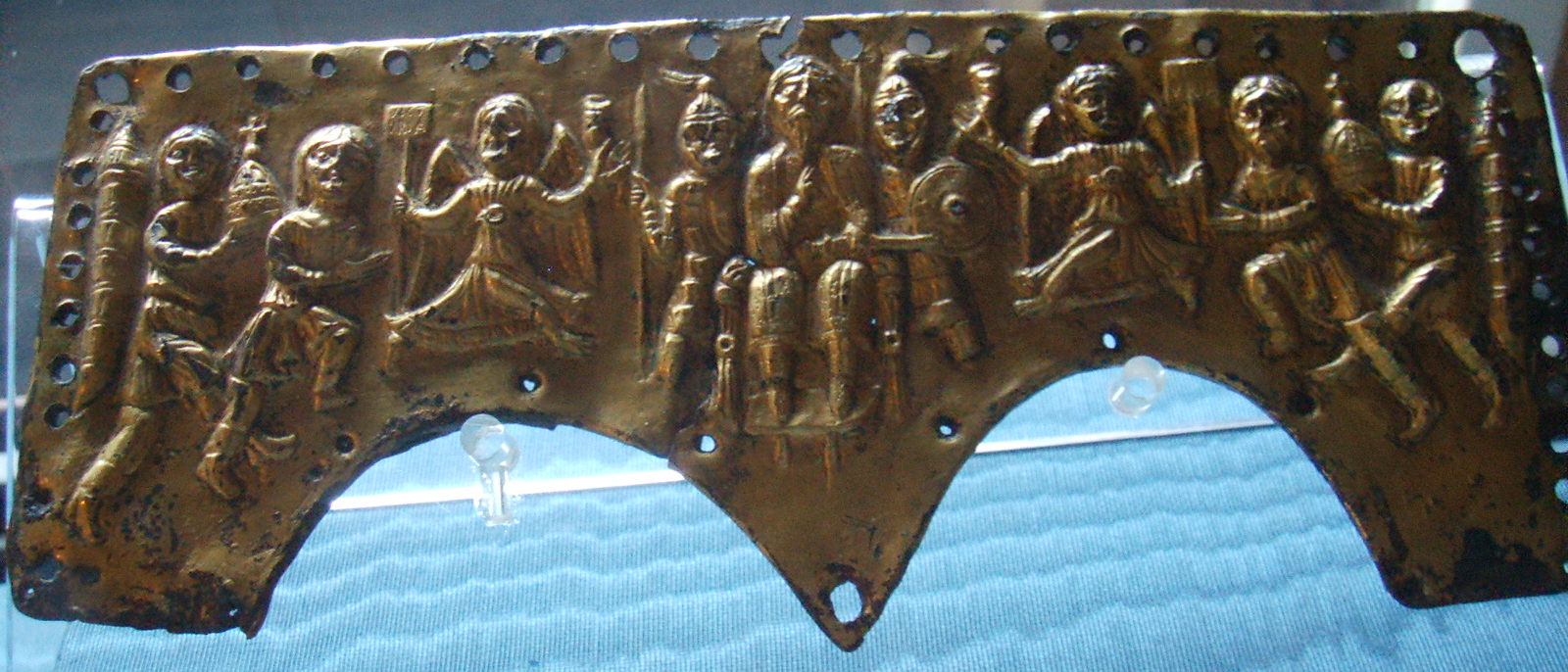
Agilulfplatte, die Stirnplatte eines Lamellenhelms auf der wiederum zwei Krieger, vermutlich mit Lamellenhelmen, abgebildet sind

Der einzige Lamellenhelm, der im deutschsprachigen Raum gefunden wurde, stammt aus Niederstotzingen. Dieser Helm ist aus 52 schmalen, langen Lamellen aufgebaut, die miteinander vernäht sind und oben in einem halbkugeligen Scheitelknauf zusammenlaufen. Zudem besitzt der Helm eine Stirnplatte mit Nasal.
Mehrere, meist fragmentarische Lamellenhelmfunde, die den Langobarden zugeschrieben werden, sind aus Italien bekannt. Am bekanntesten ist die sogenannte Agilulfplatte aus Val di Nievole (Provinz Pistoia). Dabei handelt es sich um die eiserne Stirnplatte eines Helms, die mit einer vergoldeten Kupferblechauflage bedeckt und reich verziert ist. Der zugehörige Helm wird mit dem Langobardenkönig Agilulf in Verbindung gebracht und dürfte demnach der Zeit um 600 entstammen. Ein weiterer Fund stammt aus Grab 119 des langobardischen Gräberfeldes Castel Trosino. Zu diesem gehören acht Lamellen, ein Scheitelknauf, ein Stirnplattenfragment und Eisenringe eines Kettengeflechts, das als Nackenschutz diente. Ein dritter italienischer Fund besteht aus Scheitelknauf und Stirnplattenfragment und stammt aus Nocera Umbra.
Die übrigen Funde von Lamellenhelmen in Europa stammen aus dem Südosten und verweisen auf eine Herkunft in Zentralasien. Einer stammt aus Kertsch am Schwarzen Meer. Er wird zur Unterscheidung eines ebenfalls dort gefundenen Spangen-Lamellenhelms Kertsch I als Lamellenhelm Kertsch II bezeichnet. Der Lamellenhelm Kertsch II besteht aus einer beschädigten, eisernen Helmhaube. Die Zimierhülse (Stift am Scheitelpunkt), dazu Teile der Stirnplatte und mindestens eine Wangenklappe fehlen. Ein weiterer Lamellenhelm wurde als Flussfund aus Legrad-Šoderica in Kroatien geborgen. Hierbei handelt es sich um eine unvollständig erhaltene Helmhaube, die nicht aus langen Lamellen, sondern relativ kurzen, schuppenartigen Stücken zusammengesetzt ist. Wangenklappen, Nacken- und Nasenschutz fehlen. Daneben liegt aus Intercisa in Ungarn ein bronzevergoldeter Scheitelknauf eines Lamellenhelms vor. Weitere Helme Osteuropas sind bisher nicht näher beschrieben, doch könnte es sich bei einigen darunter um Lamellenhelme handeln.
In Asien sind Lamellenhelme relativ weit verbreitet und im frühen Mittelalter (7. bis 8. Jahrhundert) beispielsweise aus Balyk Sook im Altaigebirge bekannt.